# Trouble Maker (Rancid)
Trouble Maker is het negende studioalbum van de Amerikaanse punkband Rancid. Het werd uitgegeven op 9 juni 2017 via het platenlabel Epitaph Records en Hellcat Records, een dochteronderneming van Epitaph. Het album is net zoals de meeste voorgaande albums van de band geproduceerd door Bad Religion-gitarist Brett Gurewitz. Het werd opgenomen van december 2015 tot en met januari 2017.
Op de albumhoes is voor de eerste keer sinds de uitgave van het album Rancid uit 1993 het oorspronkelijke logo van de band te zien.

## Nummers
1. "Track Fast" - 0:58
2. "Ghost of a Chance" - 1:36
3. "Telegraph Avenue" - 3:19
4. "An Intimate Close Up of a Street Punk Trouble Maker" - 2:34
5. "Where I'm Going" - 2:23
6. "Buddy" - 3:03
7. "Farewell Lola Blue" - 2:26
8. "All American Neighborhood" - 1:13
9. "Bovver Rock and Roll" - 3:02
10. "Make It Out Alive" - 1:50
11. "Molly Make Up Your Mind" - 1:12
12. "I Got Them Blues Again" - 1:48
13. "Beauty of the Pool Hall" - 2:15
14. "Say Goodbye to Our Heroes" - 2:10
15. "I Kept a Promise" - 2:58
16. "Cold Cold Blood" - 1:42
17. "This is Not the End" - 1:57

Bonustracks (Deluxe Edition)
1. "We Arrived Right on Time" - 2:20
2. "Go on Rise Up" - 2:23

Japanse versie
1. "We Arrived Right on Time" - 2:20
2. "Go on Rise Up"	Armstrong - 2:23
3. "Never Forget Us"

## Band
- Tim Armstrong - zang, gitaar
- Lars Frederiksen - gitaar, zang
- Matt Freeman - basgitaar, zang
- Branden Steineckert - drums, slagwerk